# Буковец, Бригита
Бригита Буковец (словен. Brigita Bukovec; род. 21 мая 1970, Любляна) — югославская и словенская легкоатлетка, специалистка по барьерному бегу. Выступала за сборные Югославии и Словении по лёгкой атлетике в 1987—2000 годах, обладательница серебряной медали летних Олимпийских игр в Атланте, чемпионка Игр доброй воли и Средиземноморских игр, бронзовая призёрка чемпионата мира в помещении, серебряная призёрка чемпионатов Европы на открытом стадионе и в помещении, действующая рекордсменка страны в беге на 50, 60 и 100 метров с барьерами.

## Биография
Бригита Буковец родилась 21 мая 1970 года в Любляне, Югославия.
Впервые заявила о себе на международном уровне в сезоне 1987 года, когда вошла в состав югославской сборной и выступила в беге на 100 метров с барьерами на юниорском европейском первенстве в Бирмингеме.
В 1988 году в той же дисциплине дошла до полуфинала на юниорском мировом первенстве в Садбери.
В 1989 году выиграла бронзовую медаль на юниорском европейском первенстве в Вараждине.
В 1990 году бежала 60 метров с барьерами на чемпионате Европы в помещении в Глазго и 100 метров с барьерами на чемпионате Европы в Сплите.
В 1991 году в 60-метровом барьерном беге дошла до полуфинала на чемпионате мира в помещении в Севилье, в 100-метровом барьерном беге стартовала на чемпионате мира в Токио.
В 1992 году уже в составе сборной Словении выступила на чемпионате Европы в помещении в Генуе. Благодаря череде успешных выступлений удостоилась права защищать честь страны на летних Олимпийских играх в Барселоне — в программе бега на 100 метров с барьерами дошла до стадии полуфиналов.
В 1993 году финишировала седьмой на чемпионате мира в помещении в Торонто, одержала победу на Средиземноморских играх в Лангедок-Руссильон, дошла до полуфинала на чемпионате мира в Штутгарте.
В 1994 году была четвёртой на чемпионате Европы в помещении в Париже, победила на Играх доброй воли в Санкт-Петербурге, заняла четвёртое место на чемпионате Европы в Хельсинки.
В 1995 году завоевала бронзовую награду на чемпионате мира в помещении в Барселоне, стала восьмой на чемпионате мира в Гётеборге.
В 1996 году выиграла серебряную медаль на чемпионате Европы в помещении в Стокгольме. Принимала участие в Олимпийских играх в Атланте, причём являлась знаменосцем словенской делегации на церемонии открытия. В финале бега на 100 метров с барьерами установила ныне действующий национальный рекорд Словении (12,59) и завоевала серебряную награду, уступив на финише представительнице Швеции Людмиле Энквист.
В 1997 году дошла до полуфинала на чемпионате мира в помещении в Париже, выиграла серебряную медаль на Средиземноморских играх в Бари, была четвёртой на чемпионате мира в Афинах.
В 1998 году среди прочего показала седьмой результат на чемпионате Европы в помещении в Валенсии, пятый результат на Играх доброй воли в Нью-Йорке, победила на Кубке Европы в Санкт-Петербурге, получила серебро на чемпионате Европы в Будапеште.
В 1999 году в беге на 60 метров с барьерами заняла четвёртое место на чемпионате мира в помещении в Маэбаси.
Завершила спортивную карьеру по окончании сезона 2000 года.